# クラッグ・ヨルゲンセン・ライフル
クラッグ・ヨルゲンセン・ライフル（Krag–Jørgensen）は、19世紀後期にノルウェーのオーレ・ハルマン・クラッグとエリック・ヨルゲンセンによって開発されたボルトアクションライフルである。アメリカ軍、ノルウェー軍、デンマーク軍で制式採用された。

## 概要

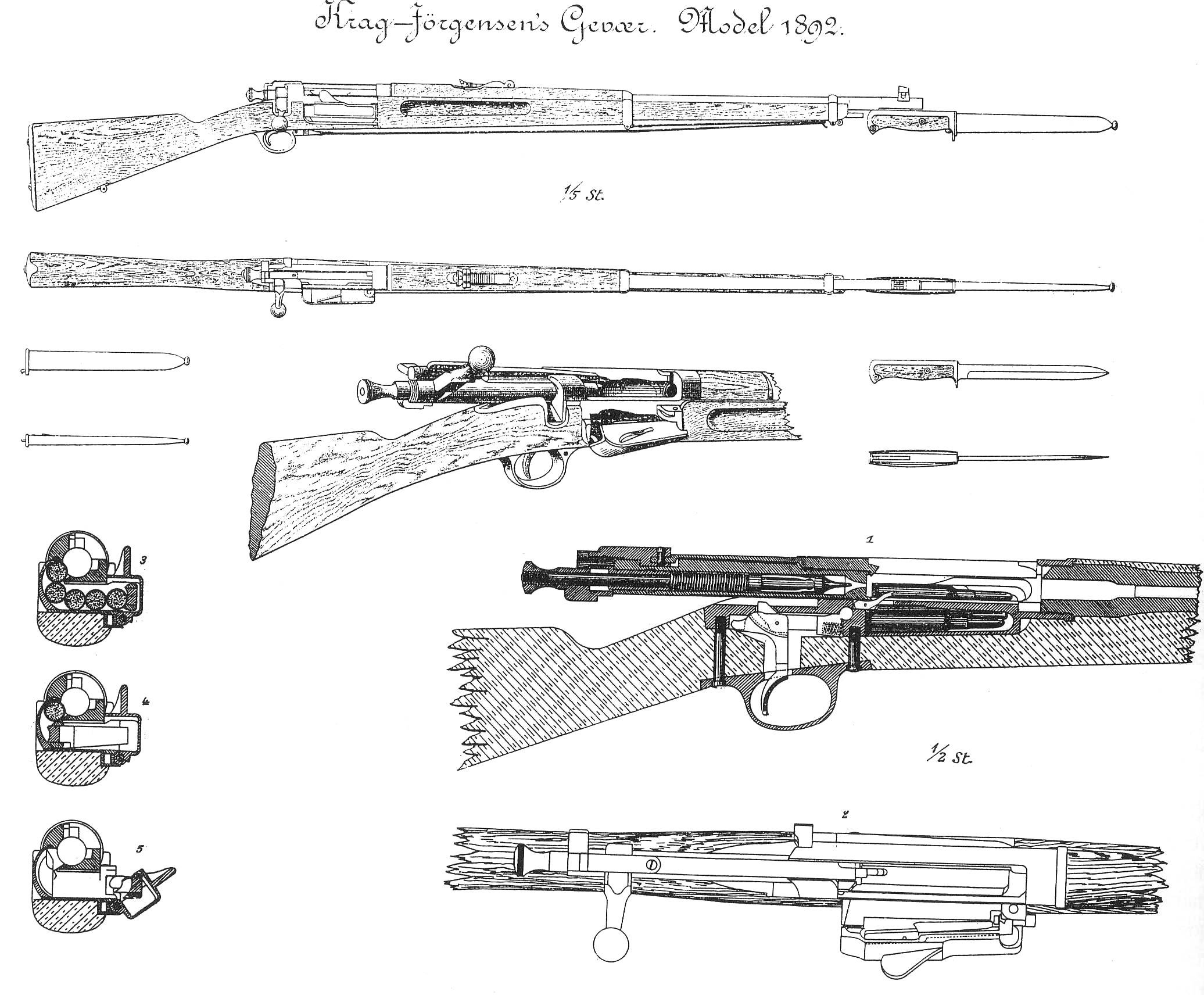
図の様に銃の右側面から弾を込める構造をしていた。

ノルウェー軍ではM1894小銃として制式採用され、デンマーク軍ではM1889小銃として制式採用された。

### アメリカ
アメリカではスプリングフィールドM1892として国産化された。アメリカ軍で初めて無煙火薬の使用を前提としたライフルであり、弾薬には.30-40クラグ弾が使用された。弾薬は銃の右側面にある大型ハッチを開け、装弾クリップを使わずに一発ずつ装填される。ボルトを閉鎖した状態でも容易に弾薬を装填あるいは除去できる反面、一発ずつの装填には手間がかかった。またボルトのリコイルラグが1個だけだったため、強装弾の使用には制約があった。米西戦争でスペイン軍が装備したマウザーM1893小銃（スパニッシュ・マウザー）に比べて上記の問題点が浮かび上がり、10年余りで再度、制式採用ライフルを選定することになりスプリングフィールドM1903小銃へ更新されて行った。

## 登場作品

### ゲーム
『バトルフィールドV』
「Krag-Jørgensen」の名称で登場。